# اتل لیلیان وینیچ
اِتِل لیلیان وُینیچ (به انگلیسی: Ethel Lilian Voynich)‏ (۱۱ مهٔ ۱۸۶۴ – ۲۷ ژوئیهٔ ۱۹۶۰) رمان‌نویس و موسیقی‌دان ایرلندی بود.

## زندگی
اِتِل لیلیان وُینیچ در خانوادهٔ جرج بول، از دانشمندان برجستهٔ انگلیسی، در ۱۱ مهٔ ۱۸۶۴ دیده به جهان گشود. پدر وی پروفسور ریاضیات بود. مادرش، مری اورست، دربارهٔ مسائل اجتماعی مقالاتی می‌نوشت. جرج اورست، عموی مادر او، جغرافی‌دان مشهوری بود و مرتفع‌ترین قلهٔ جهان نیز، به پاس تحقیقات وی، در رشته‌کوه‌های هیمالیا، اورست نام گرفته‌است.
اتل از کودکی با احتیاج آشنا شد. هنوز یک سال و نیم از عمرش نگذشته بود که پدرش جهان را وداع گفت. پس از پدر، پرورش او و چهار خواهر دیگرش به دوش مادر افتاد. مادر نیز با تدریس ریاضیات، به‌زحمت این خانوادهٔ بزرگ را اداره می‌کرد. استعدادهای درخشان نویسندهٔ آینده، زودرس بود. او به تحصیل فلسفه، ادبیات، زبان‌شناسی و موسیقی پرداخت. در این میان، موسیقی بیش از همه نظر او را جلب می‌کرد. ابتدا به آثار ویلیام بلیک، شاعر انگلیسی، علاقه‌مند شد، سپس آثار شکسپیر و دیکنز به زندگی‌اش راه یافتند.
در سال ۱۸۸۲، ارثیهٔ مختصری به او رسید و بی‌درنگ عازم برلین شد و پس از سه سال تحصیل در آنجا، فارغ‌التحصیل رشتهٔ پیانو شد. در همین سال‌ها بود که توجهش به مسائل اجتماعی جلب شد و مبارزهٔ انسان‌ها به خاطر آزادی، شوری عظیم در وی برانگیخت. از آن پس، اشعار والت ویتمن، شاعر آمریکایی، ورد زبانش بود:
«ای آزادی! بگذار دیگران به تو ایمان نداشته باشند، اما من تا واپسین دَم به تو مؤمن خواهم ماند!»
اتل در بهار ۱۸۸۷ به روسیه سفر کرد و در مراجعت به وطن، با ویلفرد وینیچ، یک انقلابی لهستانی که به انگلستان گریخته بود، ازدواج کرد. در سال ۱۸۹۳، ترجمهٔ آثار کاشین، گوگول، داستایفسکی، شچدرین، اوسپنسکی و گروهی دیگر از نویسندگان روس را آغاز کرد.
پس از آن، نخستین رمان خود، خرمگس را به چاپ رساند. سه سال پس از انتشار خرمگس، رمان دیگر وی به نام جک دیموند چاپ شد. اتل در کتاب اخیر خود نیز ریاکاری و قساوت خادمان کلیسا را برملا و رسوا می‌سازد. در سال ۱۹۰۴، سومین اثر او به نام الیویالتام انتشار یافت. در سال ۱۹۱۰، رمان دیگری به نام دوستی گسیخته شده نوشت. این رمان دربارهٔ زندگی خرمگس در آمریکای جنوبی است. در ۱۹۱۱ و چند سال بعد از آن، چند اثر معروف از لرمانتوف، شاعر اوکراینی، را به زبان انگلیسی ترجمه و منتشر کرد.
وینیچ از موسیقی نیز غافل نبود. چند سمفونی تصنیف کرد؛ اوراتوریوی او به نام بابیلون به‌خصوص جالب است. از کارهای دیگر او ترجمهٔ نامه‌های فردریک شوپن، موسیقی‌دان معروف لهستانی، است.
نویسندهٔ ۸۰ ساله، در ۱۹۴۴، رمان جدید خود به نام کفشت را بکَن را به پایان برد. او در این اثر نیز بار دیگر به چهرهٔ «خرمگس» متوسل می‌شود. این رمان دربارهٔ اجداد مادریِ «خرمگس» نوشته شده‌است.
سیارک ۲۰۳۲ اتل به افتخار او نام‌گذاری شده‌است.

## مرگ
در غروب ۲۷ ژوئیه ۱۹۶۰، اتل لیلیان وینیچ در ۹۶ سالگی چشم از جهان فروبست.

## آثار
- خرمگس (۱۸۹۷)
- جک دیموند
- الیویالتام
- دوستی گسیخته شده
- کفشت را بکن